# Elezioni comunali in Veneto del 2006
Il 28 e 29 maggio 2006 (con ballottaggio l'11 e 12 giugno) in Veneto si tennero le elezioni per il rinnovo di numerosi consigli comunali.

## Venezia

### Cavarzere
| Candidati e Liste                     | Voti  | %      | Seggi |
| ------------------------------------- | ----- | ------ | ----- |
| Pier Luigi Parisotto                  | 6.125 | 63,33  | -     |
| Forza Italia                          | 2.902 | 33,43  | 9     |
| Cambiare Cavarzere                    | 767   | 8,84   | 2     |
| Unione di Centro                      | 722   | 8,32   | 2     |
| Alleanza Nazionale                    | 437   | 5,03   | 1     |
| Veneto per il PPE                     | 300   | 3,46   | 1     |
| Crepaldi Democratici Cristiani        | 299   | 3,44   | -     |
| Mirca Grillo                          | 1.819 | 18,81  | 1     |
| Democratici di Sinistra               | 1.252 | 12,42  | 3     |
| Progetto Democratico                  | 337   | 3,88   | -     |
| Rosa nel Pugno                        | 91    | 1,05   | -     |
| Heidi Crocco                          | 440   | 4,55   | 1     |
| Rifondazione Comunista                | 409   | 4,71   | -     |
| Giorgio Braghin                       | 372   | 3,85   | -     |
| La Margherita                         | 287   | 3,31   | -     |
| Italia dei Valori                     | 56    | 0,55   | -     |
| Nunzio Caruso                         | 358   | 3,70   | -     |
| Cavarzere per le Autonomie Socialisti | 318   | 3,66   | -     |
| Marco Cecconello                      | 304   | 3,14   | -     |
| Lega Nord                             | 278   | 3,20   | -     |
| Fabrizio Bergantin                    | 253   | 2,62   | -     |
| Oggi per Domani                       | 225   | 2.59   | -     |
| Totale alle liste                     | 8.680 | 100,00 | 18    |
| TOTALE                                | 9.671 | 100,00 | 20    |

## Belluno

### Belluno
| Candidati e Liste                            | Voti   | %      | Seggi |
| -------------------------------------------- | ------ | ------ | ----- |
| Celeste Bortoluzzi                           | 9.362  | 45,48  | -     |
| Forza Italia                                 | 2.984  | 16,61  | 9     |
| Lega Nord                                    | 1.406  | 7,83   | 44    |
| Polo Autonomista                             | 1.351  | 7,52   |       |
| Miglioriamo Belluno                          | 1.240  | 6,90   | 4     |
| Alleanza Nazionale                           | 1.111  | 6,18   | 3     |
| Ermano De Col                                | 8.327  | 40,46  | 1     |
| Democratici di Sinistra - Lista Civica       | 2.822  | 15,71  | 5     |
| La Margherita                                | 2.686  | 14,95  | 5     |
| Riformisti Socialisti                        | 965    | 5,37   | 1     |
| Rifondazione Comunista                       | 894    | 4,98   | 1     |
| Verdi - PdCI - IdV                           | 261    | 1,45   | -     |
| Celeste Balcon                               | 1.587  | 7,71   | 1     |
| Patto per Belluno                            | 1.272  | 7,08   | 1     |
| Eugenio Colleselli                           | 1.307  | 6,35   | 1     |
| Unione dei Democratici Cristiani e di Centro | 973    | 5,42   | -     |
| Totale alle liste                            | 17.965 | 100,00 | 37    |
| TOTALE                                       | 20.583 | 100,00 | 40    |

## Padova

### Abano Terme
| Candidati e Liste                        | Voti   | %      | Seggi |
| ---------------------------------------- | ------ | ------ | ----- |
| Andrea Bronzato                          | 3.131  | 29,25  | -     |
| Forza Italia                             | 1.341  | 14,13  | 4     |
| Alleanza Nazionale                       | 802    | 8,45   | 2     |
| Abano di Tutti                           | 407    | 4,29   | 1     |
| Nuovo Patto per Abano                    | 346    | 3,65   | 1     |
| Democrazia Cristiana per le Autonomie    | 16     | 0,17   | -     |
| Dario Verdicchio                         | 3.134  | 29,28  | 1     |
| Democratici di Sinistra                  | 1.109  | 11,69  | 2     |
| La Margherita                            | 708    | 7,46   | 1     |
| Rosa nel Pugno                           | 448    | 4,72   | 1     |
| Federazione dei Verdi-Comunisti Italiani | 281    | 2,96   | -     |
| Rifondazione Comunista                   | 223    | 2,35   | -     |
| Raffaele Bottin                          | 1.924  | 17,97  | 1     |
| Cittadini per il Cambiamento             | 1.667  | 17,57  | 3     |
| Andrea Cosentino                         | 1.352  | 12,63  | 1     |
| Con la Gente per la Gente                | 681    | 7,18   | 1     |
| Abano Futura                             | 360    | 3,79   | -     |
| Progetto NordEst                         | 97     | 1,02   | -     |
| Paolo Gruppo                             | 685    | 6,40   | 1     |
| Unione di Centro                         | 568    | 5,99   | -     |
| Flavio Manzolini                         | 350    | 3,27   | -     |
| Lega Nord                                | 320    | 3,37   | -     |
| Giorgio Pajaro                           | 128    | 1,20   | -     |
| Terme Euganee                            | 116    | 1,22   | -     |
| Totale alle liste                        | 9.490  | 100,00 | 16    |
| TOTALE                                   | 10.704 | 100,00 | 20    |

### Este
| Candidati e Liste       | Voti   | %      | Seggi |
| ----------------------- | ------ | ------ | ----- |
| Giancarlo Piva          | 4.105  | 38,86  | -     |
| La Margherita           | 1.626  | 17,34  | 5     |
| Democratici di Sinistra | 820    | 8,74   | 2     |
| Rifondazione Comunista  | 535    | 5,71   | 1     |
| Lista Civica            | 345    | 3,68   | 1     |
| Comunisti Italiani      | 86     | 0,92   | -     |
| Gianfranco Fornasiero   | 3.724  | 35,25  | 1     |
| Forza Italia            | 1.803  | 19,23  | 3     |
| Alleanza Nazionale      | 1.168  | 12,46  | 1     |
| Lega Nord               | 633    | 6,75   | 1     |
| Sergio Gobbo            | 1.621  | 15,34  | 1     |
| Unione di Centro        | 1.312  | 13,99  | 1     |
| Stefano Agujari Stoppa  | 1.114  | 10,55  | 1     |
| Este Viva               | 1.049  | 11,19  | 2     |
| Totale alle liste       | 9.377  | 100,00 | 17    |
| TOTALE                  | 10.564 | 100,00 | 20    |

## Rovigo

### Rovigo
| Candidati e Liste                            | Voti   | %      | Seggi |
| -------------------------------------------- | ------ | ------ | ----- |
| Fausto Merchiori                             | 12.682 | 41,32  | -     |
| Democratici di Sinistra                      | 4.460  | 15,67  | 9     |
| La Margherita                                | 3.504  | 12,31  | 7     |
| Rifondazione Comunista                       | 1.157  | 4,06   | 2     |
| I Socialisti                                 | 1.127  | 3,96   | 2     |
| Federazione dei Verdi                        | 490    | 1,72   | 1     |
| Comunisti Italiani                           | 417    | 1,46   | -     |
| Paolo Avezzù                                 | 13.668 | 44,54  | 1     |
| Forza Italia                                 | 6.022  | 21,16  | 6     |
| Alleanza Nazionale                           | 2.337  | 8,21   | 3     |
| Unione dei Democratici Cristiani e di Centro | 2.247  | 7,89   | 2     |
| Lega Nord                                    | 1.663  | 5,84   | 2     |
| Destra per Rovigo                            | 295    | 1,04   | -     |
| Nuovo PSI                                    | 217    | 0,76   | -     |
| Democrazia Cristiana per le Autonomie        | 126    | 0,44   | -     |
| Giancarlo Moschin                            | 1.083  | 3,53   | 1     |
| Rosa nel Pugno                               | 1.186  | 4,17   | 1     |
| Albertino Stocco                             | 1.074  | 3,50   | 1     |
| Lista Stocco                                 | 611    | 2,15   | -     |
| Veneto verso il PPE                          | 487    | 1,71   | -     |
| Alberto Magaraggia                           | 1.074  | 3,50   | 1     |
| Lista Civica Magaraggia                      | 956    | 3,36   | -     |
| Giuseppe Osti                                | 848    | 2,76   | 1     |
| Civica pro Rovigo                            | 916    | 3,22   | -     |
| Massimo Ghiotto                              | 261    | 0,85   | -     |
| La Tua Rovigo                                | 247    | 0,87   | -     |
| Totale alle liste                            | 28.465 | 100,00 | 35    |
| TOTALE                                       | 30.690 | 100,00 | 40    |

## Treviso

### Mogliano Veneto
| Candidati e Liste                                | Voti   | %      | Seggi |
| ------------------------------------------------ | ------ | ------ | ----- |
| Giovanni Azzolini                                | 8.741  | 60,86  | -     |
| Azzolini Sindaco                                 | 1.921  | 15,61  | 4     |
| Democratici di Sinistra                          | 1.677  | 13,63  | 3     |
| La Margherita                                    | 1.232  | 10,01  | 2     |
| Lista Civica Insieme                             | 985    | 8,00   | 2     |
| Rosa nel Pugno                                   | 572    | 4,65   | 1     |
| Rifondazione Comunista                           | 568    | 4,62   | -     |
| Con l'Unione per il Partito Democratico (IdV-RE) | 297    | 2,41   | -     |
| Federazione dei Verdi                            | 257    | 2,09   | -     |
| Giannino Boarina                                 | 5.251  | 36,56  | 1     |
| Forza Italia                                     | 1.793  | 14,57  | 3     |
| Lega Nord                                        | 1.534  | 12,47  | 2     |
| Unione di Centro                                 | 710    | 5,77   | 1     |
| Alleanza Nazionale                               | 482    | 3,92   | -     |
| Walter Tressoldi                                 | 370    | 2,58   | -     |
| Viva Mogliano Veneto Viva                        | 278    | 2,26   | -     |
| Totale alle liste                                | 12.306 | 100,00 | 19    |
| TOTALE                                           | 14.362 | 100,00 | 20    |

### Oderzo
| Candidati e Liste          | Voti   | %      | Seggi |
| -------------------------- | ------ | ------ | ----- |
| Pietro Dalla Libera        | 2.589  | 23,49  | -     |
| Oderzo Sicura              | 1.474  | 15,97  | 9     |
| Cittadini Uniti            | 587    | 6,36   | 3     |
| Giuseppe Covre             | 3.696  | 33,53  | 1     |
| Lega Nord                  | 1.825  | 19,77  | 2     |
| Lista Civica delle Libertà | 576    | 6,24   | 1     |
| Giovani Noi ci Siamo       | 573    | 6,21   | -     |
| Bruno De Luca              | 2.306  | 20,92  | 1     |
| L'Unione per Oderzo        | 1.440  | 15,60  | 2     |
| Città Viva e Solidale      | 592    | 6,41   | -     |
| Francesco Montagner        | 1.407  | 12,77  | 1     |
| Forza Italia               | 884    | 9,58   | -     |
| Oderzo e Frazioni          | 343    | 3,72   | -     |
| Lega Giovani               | 124    | 1,34   | -     |
| Marina Marchetto Aliprandi | 769    | 6,98   | -     |
| Alleanza Nazionale         | 432    | 4,68   | -     |
| Marina per Oderzo          | 170    | 1,84   | -     |
| Giovanni Chiara            | 255    | 2,31   | -     |
| Rifondazione Comunista     | 209    | 2,26   | -     |
| Totale alle liste          | 9.229  | 100,00 | 17    |
| TOTALE                     | 11.022 | 100,00 | 20    |